# Rujeko Hockley
Rujeko Hockley (nascida no Zimbábue) é uma curadora norte-americana de Nova York. Hockley é atualmente curadora assistente no Museu Whitney de Arte Americana.

## Vida e Educação
Nascida em Harare, no Zimbábue, Hockley mudou-se para Washington, DC com a sua família aos dois anos de idade, e frequentemente passava tempo em Nova York e no exterior, devido ao trabalho dos seus pais no desenvolvimento internacional. Hockley é bacharel em História da Arte pela Columbia University. Ela frequentou a escola de pós-graduação de 2009 a 2012 na UC San Diego.
Hockley é casada com o artista Hank Willis Thomas.

## Carreira
Após a sua graduação, Hockley trabalhou como assistente de curadoria do Studio Museum, no Harlem, onde trabalhou por dois anos ao lado da diretora Thelma Golden. Depois do seu trabalho no Studio Museum, Hockley mudou-se para o sudeste da Ásia por um ano e meio para ensinar inglês. Depois de voltar para os EUA, Hockley candidatou-se a programas de pós-graduação em história da arte e prática curatorial, frequentando a UC San Diego de 2009 a 2012.
Em 2012, Hockley tornou-se curadora assistente de arte contemporânea do Brooklyn Museum, cargo que ocupou por quatro anos. Enquanto trabalhava no Museu do Brooklyn, Hockley trabalhou em muitas exposições e programas relacionados, incluindo exposições individuais com LaToya Ruby Frazier, Kehinde Wiley e Tom Sachs. Em 2017, Hockley co-curou, com Catherine Morris, queríamos uma revolução: Black Women Radical, 1965-1985, uma mostra dedicada a artistas do sexo feminino de cor, e os seus esforços políticos e sociais durante a segunda onda do feminismo. O show recebeu críticas positivas.
Em 2015, Hockley fez a lista global de 25 mulheres curadoras agitando as coisas e ela esteve, também, entre os 10 jovens curadores da revista Culture Watch em 2016.
Em março de 2017, o Museu Whitney de Arte Americana contratou Hockley como Curadora Assistente. O seu primeiro empreendimento foi ajudar a curar “Uma História Incompleta do Protesto: Seleções da Coleção do Whitney, 1940–2017”.
No final de 2017, o Museu Whitney anunciou que Rujeko Hockley e Jane Panetta organizarão a Bienal Whitney de 2019.
Ela faz parte do conselho de Art Matters e Recess.